# Xavier Amaechi
Xavier Casmier Amaechi [ˈzavie aˈmɪt͡ʃɨ] (* 5. Januar 2001 in Bath) ist ein englischer Fußballspieler. Der Flügelspieler steht seit Sommer 2023 beim 1. FC Magdeburg unter Vertrag.

## Karriere

### Im Verein

#### Anfänge in England
Amaechi wurde als Sohn einer Engländerin und eines Nigerianers im englischen Bath geboren. Später zog die Familie nach Bushey in die Nähe Londons. Amaechi spielte zunächst in der Jugend des Londoner Vereins FC Fulham, bevor er 2013 als 12-Jähriger in die Akademie des Stadtrivalen FC Arsenal wechselte. Beim FC Arsenal durchlief der Flügelspieler alle Juniorenmannschaften bis zur U18. Bereits in der Saison 2017/18 kam Amaechi neben Einsätzen in der U18 zu 8 Einsätzen (6-mal von Beginn) in der U23, mit der er die Meisterschaft in der Premier League 2 gewann. Anfang Januar 2018 unterschrieb er unter Arsène Wenger seinen ersten Profivertrag. In der Saison 2018/19 kam er nur noch vereinzelt in der U18 zum Einsatz und spielte hauptsächlich in der U23, für die er in 14 Einsätzen (13-mal von Beginn) 4 Tore erzielte. Zudem reiste Amaechi unter dem Cheftrainer Unai Emery mit der Profimannschaft zum Finale der Europa League nach Baku, stand bei der Niederlage gegen den FC Chelsea jedoch nicht im 23-köpfigen Kader.

#### Reservist beim Hamburger SV
Ende Juli 2019 wechselte Amaechi in die 2. Bundesliga zum Hamburger SV, bei dem er einen Vertrag mit einer Laufzeit bis zum 30. Juni 2023 unterschrieb. Er debütierte unter dem Cheftrainer Dieter Hecking in der 1. Runde des DFB-Pokals, als er beim Sieg gegen den Drittligisten Chemnitzer FC in der Verlängerung eingewechselt und zum ersten im 21. Jahrhundert geborenen HSV-Spieler wurde. In der Folge saß Amaechi bei einigen Zweitligaspielen auf der Bank ohne eingewechselt zu werden. Im zumeist gespielten 4-3-3-System wurden ihm auf dem Flügel Bakery Jatta, Sonny Kittel, Martin Harnik, Jairo oder Khaled Narey vorgezogen. Seinen ersten Ligaeinsatz absolvierte er am 7. Spieltag, als er beim 4:0-Sieg gegen den FC Erzgebirge Aue in der Schlussphase eingewechselt wurde. Nach weiteren Spielen als ungenutzter Auswechselspieler kam Amaechi, der auch noch in der A-Jugend (U19) hätte spielen können, im Oktober 2-mal in der zweiten Mannschaft in der viertklassigen Regionalliga Nord zum Einsatz, wobei er 3 Tore erzielte. Auch bei den anschließenden Zweitligaspielen saß Amaechi zwar auf der Bank, wurde jedoch nicht eingewechselt. Am letzten Tag der Wintertransferperiode scheiterte eine kurzfristig geplante Leihe zum englischen Zweitligisten Huddersfield Town, da sich dessen Stammtorhüter Kamil Grabara am Kopf verletzt hatte, woraufhin der Verein stattdessen Jonas Lössl als Ersatz verpflichtete und aus finanziellen Gründen auf Amaechi verzichtete. Bis zur Saisonunterbrechung, die durch die COVID-19-Pandemie nach dem 25. Spieltag nötig geworden war, stand Amaechi lediglich einmal im Spieltagskader, ohne eingewechselt zu werden. Nachdem der Spielbetrieb nach zweimonatiger Pause mit Geisterspielen wieder aufgenommen worden war, kam er am 30. Spieltag zu einem weiteren Kurzeinsatz, spielte ansonsten aber keine Rolle. Der HSV belegte den 4. Platz und verpasste damit zum zweiten Mal in Folge den Aufstieg in die Bundesliga.
Zur Saison 2020/21 übernahm Daniel Thioune die Mannschaft. Auf den offensiven Außenbahnen war der 19-Jährige aber erneut chancenlos gegen Jatta, Kittel, Narey sowie den Leihrückkehrer Manuel Wintzheimer und kam sowohl in der Liga als auch im Pokal lediglich auf je einen Kurzeinsatz. Daneben spielte Amaechi, der meist nicht dem 20-köpfigen Spieltagskader angehörte, 2-mal in der Regionalliga Nord und erzielte 2 Tore.

#### Über Karlsruhe nach Bolton
Nach seinem Weihnachtsurlaub blieb Amaechi zunächst in England, um einen Leihwechsel zu realisieren. Nachdem sich dies aber nicht umsetzen ließ, kehrte der Flügelspieler Mitte Januar 2021 in das Mannschaftstraining des HSV zurück. Wenige Tage später wechselte der 20-Jährige bis zum Saisonende auf Leihbasis zum Ligakonkurrenten Karlsruher SC. Dort traf der Engländer auf den Cheftrainer Christian Eichner, mit dem der HSV-Sportdirektor Michael Mutzel als Spieler beim KSC zusammengespielt hatte. Auch beim KSC konnte sich Amaechi nicht durchsetzen. Er kam auf 7 Zweitligaeinsätze, bei denen er einmal in der Startelf stand.
Die Sommervorbereitung 2021 nahm Amaechi wieder beim HSV auf, der fortan von Tim Walter trainiert wurde. Nach einigen Trainingseinheiten kehrte der 20-Jährige jedoch nach England zurück und wechselte bis zum 31. Dezember 2021 auf Leihbasis zu den Bolton Wanderers, die zuvor in die drittklassige EFL League One aufgestiegen waren. Im Juli 2021 zog sich der Flügelspieler in einem Testspiel einen Mittelfußbruch zu, woraufhin er operiert werden musste. Nachdem Amaechi Anfang November 2021 in das Mannschaftstraining zurückgekehrt war, folgte 11 Tage später am 17. Spieltag sein Debüt für die Wanderers. Bis zum Jahresende 2021 kam er unter Ian Evatt in 6 Drittligaspielen zum Einsatz, stand einmal in der Startelf und erzielte ein Tor. Hinzu kamen je ein Einsatz im FA Cup und der EFL Trophy. Damit war Amaechi in allen möglichen Pflichtspielen seit seinem Comeback zum Einsatz gekommen. Daraufhin wurde die Leihe bis zum Ende der Saison 2021/22 verlängert. Aufgrund einer Oberschenkelverletzung fiel er in den kommenden Wochen aus, ehe er im Februar erstmals wieder im Spieltagskader stand. Bis zum Saisonende folgten nur noch wenige Einsätze, meist blieb Amaechi ohne Einsatz auf der Bank. Er beendete die Saison mit insgesamt 9 Drittligaeinsätzen (2-mal in der Startelf) und einem Tor.

#### Rückkehr nach Deutschland
Zur Saison 2022/23 kehrte Amaechi erneut zum HSV zurück. 
Nach seinem Vertragsende beim HSV schloss sich der Engländer zur Saison 2023/24 dem Ligakonkurrenten 1. FC Magdeburg an. Im Sommer 2025 endete sein Vertrag in Magdeburg.

#### Zurück nach England
Daraufhin unterschrieb Amaechi zur Saison 2025/26 einen Drei-Jahres-Vertrag beim englischen Drittligisten Plymouth Argyle.

### In der Nationalmannschaft
Amaechi spielte zunächst in der englischen U16-Nationalmannschaft. Von Februar bis Mai 2018 spielte er siebenmal (zwei Tore) in der U17-Auswahl. Mit der U17 nahm Amaechi an der U17-Europameisterschaft 2018 im eigenen Land teil, bei der er in vier Spielen ein Tor erzielte. Im November 2019 folgten 3 Einsätze (ein Tor) für die U19. Im Oktober 2020 kam Amaechi einmal in der U20 zum Einsatz und erzielte ein Tor.

## Erfolge
- Meister der Premier League 2: 2018